# Loureedia
Genre
Loureedia est un genre d'araignées aranéomorphes de la famille des Eresidae.

## Distribution
Les espèces de ce genre se rencontrent en Espagne, au Maroc, en Algérie, en Tunisie, en Libye, en Égypte, en Israël et en Iran.

## Liste des espèces
Selon World Spider Catalog (version 24, 18/02/2023) :
- Loureedia annulipes (Lucas, 1857)
- Loureedia colleni Henriques, Miñano & Pérez-Zarcos, 2018
- Loureedia jerbae (El-Hennawy, 2005)
- Loureedia lucasi (Simon, 1873)
- Loureedia maroccana Gál, Kovács, Bagyó, Vári & Prazsák, 2017
- Loureedia phoenixi Zamani & Marusik, 2020

## Systématique et taxinomie
Ce genre a été décrit par Miller, Griswold, Scharff, Rezác, Szüts et Marhabaie en 2012 dans les Eresidae.

## Étymologie
Ce genre est nommé en l'honneur de Lou Reed.

## Publication originale
- Miller, Griswold, Scharff, Rezác, Szüts & Marhabaie, 2012 : « The velvet spiders: an atlas of the Eresidae (Arachnida, Araneae). » ZooKeys, no 195, p. 1-144 (texte intégral).